# 탄도학
탄도학(彈道學, ballistics)은 총포탄, 미사일 등 비상체(탄체)가 물리적인 힘이나 화약에 의해 가속돼서 최종 목표에 도달하기까지의 운동과 그 운동에 영향을 끼치는 요인들을 조사하는 학문이다. 탄도학은 무기의 발달에 따라 요구되는 비상체의 운동의 역학적 분석에 의해 점차 발달했다. 현재까지는 화약폭발에 의해 일어나는 복잡한 기류, 그로 인해 일어나는 강외에서 일어나는 공기역학적인 매우 복잡한 모든 현상 등을 미적분학과 물리학으로 분석하여 비상체가 목표지점에 도달할 수 있도록 하는 연구가 주를 이뤘으나, 최근에 인공위성과 같은 우주비상체가 탄생함으로써 이것에 대한 궤도를 분석하는 일까지 탄도학이라 불린다. 근대에 탄도학으로 해결된 문제 중 지금까지 쓰이고 있는 것이 총 안에 들어가는 강선인데, 강선은 무회전탄체가 발사되어 전복모멘트로 인해 회전하며 불안정하게 비행하는 것을 막기 위해 탄체가 회전하도록 폭발 기류를 형성하여준다. 이처럼 탄도학은 근대의 무기 발달에 큰 도움을 주었으며 현재에도 무기발달에 지대한 영향력을 행사하고 있다. 현재 우리가 발사해야하는 대부분의 비상체가 고도의 기술을 요하고, 기술로 해결이 안되어 수많은 실험을 통해 얻은 데이터를 통해 탄도를 예측해야 하기에 복잡한 수식이 들어가는데, 매번 이렇게 방대한 수치계산을 할 수 없었다. 결국 인류는 복잡한 계산을 수행할 수 있는 컴퓨터를 개발하게 되었고 '전산유체역학' 같은 컴퓨터 프로그램을 만들어내어 계산의 편리성을 확보하는 계기가 되었다.

## 탄도학의 역사

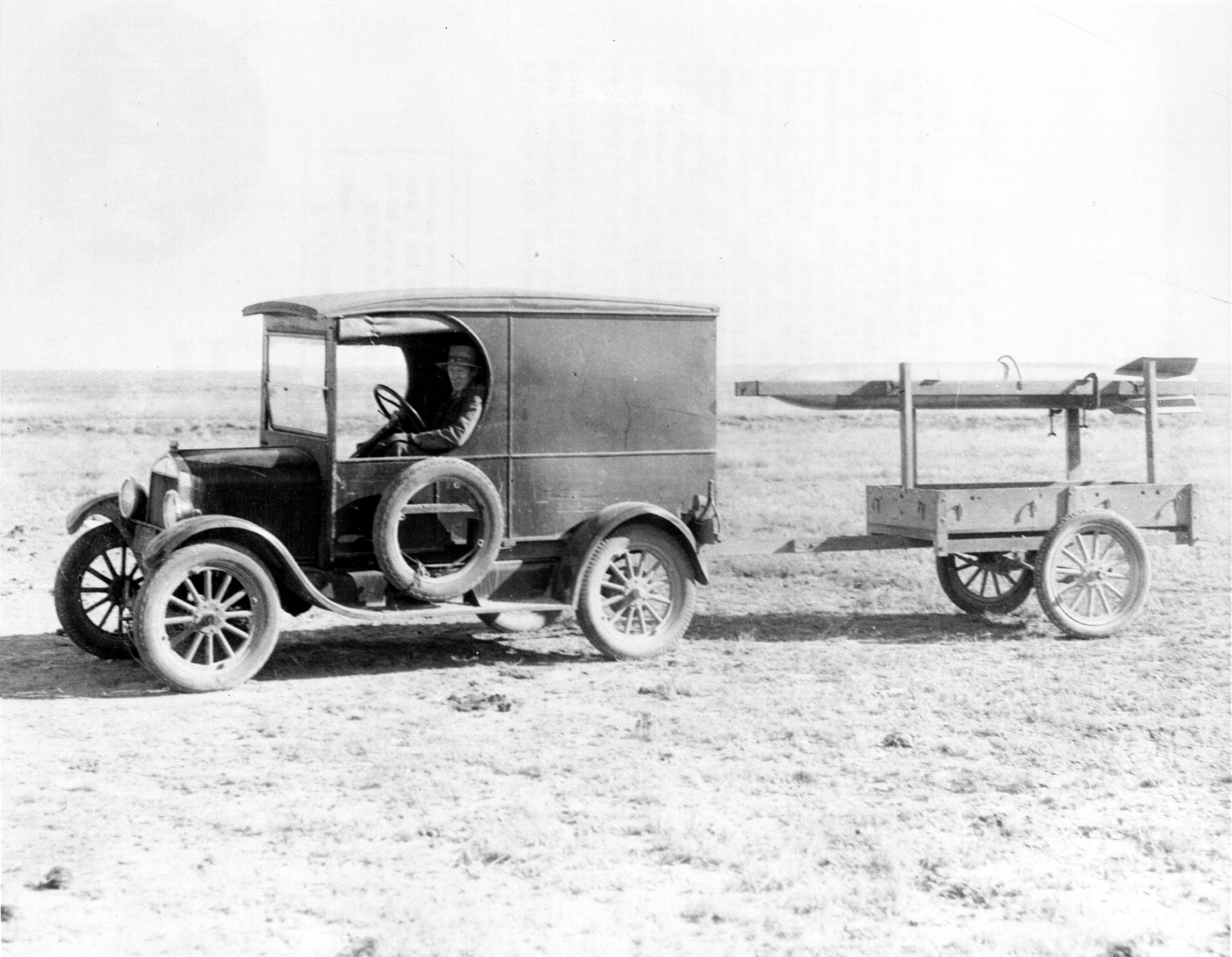
로버트 고더드의 로켓

가장 먼저 알려진 비상체는 돌과 창, 그리고 호주의 부메랑이었다. 화살을 쏘는 활의 사용은 약 1만년전으로 거슬러 올라가며 남아프리카 공화국의 Sibudu 동굴에서 그 흔적을 찾을 수 있다고 한다. 지금까지 회수 된 가장 오래된 활은 덴마크의 Holmegård 늪에서 발견되었고, 약 8000년이 된것으로 추정된다고 한다. 총으로 확인된 최초의 기기는 서기 1000년 쯤에 중국에 등장, 그리고 12세기에 기술이 아시아 지역으로 퍼지게 되었고, 13세기에 유럽으로 전파되었다. 총이 점차 발달함에 따라 로켓의 기술 또한 개발되는데, 현대의 액체연료 로켓은 1926년 3월 16일 미국의 '로버트 고더드'가 처음으로 개발하였다.

## 비상체(탄체)
비상체는 외부의 힘으로 공간에 발사되는 물체이다. 공단에 발사되는 모든 물체를 비상체(탄체)로 지칭하지만 탄도학에서는 대부분 원거리 무기를 의미한다. 수학 방정식이 이 비상체의 궤적을 분석하는데 사용된다.
비상체는 공, 화살, 로켓 등을 포함한다.

## 비상체 발사 장치

### 던지기
던지기는 사람의 손으로 비상체를 발사시키는 것이다. 비록 다른 동물들도 비상체를 던질 수 있지만, 인간은 손을 쓰는 재주가 탁월하고 타이밍을 맞출수 있는 좋은 능력을 가졌다. 이는 인간의 진화과정의 특성이라고 여겨진다. 많은 운동선수들은 90mph로 돌을 던질 수 있는데 반해, 침팬지는 20mph까지 밖에 던지지 못한다. 이 능력은 인간의 어깨근육이나 힘줄의 물체를 던지는 능력이 탁월함을 보여준다.

### 활
활은 탄성이 있는 재료로 만든 줄로 공기역학적인 특성을 띄는 가늘고 긴 화살이라는 비상체를 발사시킨다. 줄은 활의 두 끝을 연결하고 있으며, 줄을 당겼을 때 생기는 퍼텐셜 에너지가 화살의 운동에너지로 바뀌는 원리를 이용한 것이다. 양궁은 이 활을 이용한 스포츠다.

### 투석기
투석기는 어떤 폭발적인 힘을 이용하지 않고도 비행체를 먼 거리까지 발사시킬 수 있는 기기다. 이는 특히 고대나 중세시대에 많이 쓰였다. 투석기는 고대시대에는 전쟁에서 아주 효율적인 무기라고 평가받았다.

### 총
총은 관처럼 생긴 무기로서 주로 화약을 사용하여 비상체를 발사시키기 위한 기기로 고안되었다. 그러나 최근에 총이라고 하는 것은 화약·공기·전기 등의 힘으로 비상체를 총신·포신 안에서 가속시키고, 비상체가 총신을 떠난 후부터는 관성에 의해 운동하도록 된 것을 뜻한다. 총열 내부에 강선이라는 나선형 홈을 삽입하여 화약이 폭발할 때 생성되는 기류와 탄두를 회전시켜 탄두를 안정시키고, 탄두가 목표 지점까지 정확하고 안정적으로 날아가게 할 수 있다. 특히 요즘 화약을 대체할만한 가속법으로 전자기력을 꼽고 있는데, 두 레일을 놓고 그 가운데 비상체를 놓고 전류를 흘려 자기장의 힘으로 발사하는 방법이 여러나라에서 개발 중이다.

### 로켓
로켓은 로켓 엔진으로부터 동력을 얻는 미사일이나 전투기 등을 통칭한다. 로켓엔진은 연료를 뒤로 엄청난 속도로 분사하면서 로켓을 빠른 속도로 가속시켜준다. 저속용으로는 상대적으로 비효율적인 면이 있지만, 큰 가속도와 속력을 필요로 한다면 매우 합리적인 효율로 높은 속도를 달성할 수 있다.

## 연구 방법에 따른 분류
- 강내탄도학: 강체내에서 일어나는 현상을 연구하는 학문. 대부분 화약에 의한 충격파나 기류를 연구하여 비상체에 영향을 미치는 영향들을 분석한다.
- 강외탄도학: 강체외에서 일어나는 현상을 연구하는 학문. 비상체가 총구를 떠나 어떤 매개체를 통하여 목표까지 비행하는 동안 어떤 힘을 받고, 비행하는 동안 생기는 일을 연구하는 분야.
- 최종탄도학: 비상체가 목표물에 도달 후 목표물 내에서 탄자의 운동과 목표를 어떻게 파괴하는가를 다루는 분야이다.

## 같이 보기
- 총상
- 전산 유체 역학
- 탄도 진자
- 로켓
- 유체역학
- 강선
- 충격파
- 기류
- 투석기
- 활

## 참고
- "Ancient history." Automata. Retrieved May 6, 2012.
- Lyn Wadley from the University of the Witwatersrand (2010); BBC: Oldest evidence of arrows found
- McEwen E, Bergman R, Miller C. Early bow design and construction. Scientific American 1991 vol. 264 pp76-82.
- Judith Herbst, The History Of Weapons, Lerner Publications, 2005, page 8
- "The free Dictionary". Retrieved 2010-05-19.
- "Dictionary.com". Retrieved 2010-05-19.
- a b c Melissa Hogenboom, "Origins of human throwing unlocked", BBC News (26 June 2013).
- Paterson Encyclopaedia of Archery pp. 27-28
- Paterson Encyclopaedia of Archery p. 17
- Gurstelle, William (2004). The art of the catapult: build Greek ballista, Roman onagers, English trebuchets, and more ancient artillery. Chicago: Chicago Review Press. ISBN 978-1-55652-526-1. OCLC 54529037.
- Liddell, Henry George; Scott, Robert, "κατά", A Greek-English Lexicon (definition), Perseus, Tufts.
- Liddell, Henry George; Scott, Robert, "πάλλω", A Greek-English Lexicon, Perseus, Tufts.